# إندونيسيا وصندوق النقد الدولي
إندونيسيا وصندوق النقد الدولي تاريخيًا كان لصندوق النقد الدولي وجود كبير في إندونيسيا، أكبر اقتصاد في جنوب شرق آسيا. خلال حقبة سوهارتو في الستينيات إلى التسعينيات تمتع صندوق النقد الدولي بحضور نشط في الاقتصاد الإندونيسي والسياسة اكتسبت نفوذاً من خلال المتعاطفين السياسيين والتكنوقراط داخل الحكومة الإندونيسية. شهدت السنوات الأولى من عصر سوهارتو نموًا وتحديثًا اقتصاديًا في بلد لم يكتسب سوى الاستقلال مؤخرًا من المستعمرين الهولنديين. مع تحديث البلاد وتباطؤ النمو، أصبح الفساد أكثر انتشارًا خاصةً بين الدائرة الداخلية للنظام. بعد سقوط سوهارتو في عام 1998 اتبعت الحكومة المنتخبة الجديدة مقاربة مختلفة تجاه صندوق النقد الدولي ولم تكن ودية تجاه القيود على قراراتها الاقتصادية.

## الأزمة المالية الآسيوية
لقد نشأت الأزمة المالية الآسيوية التي انتشرت في جميع أنحاء آسيا وخاصة شرق وجنوب شرق آسيا بسبب الاعتماد الكبير على القروض الأجنبية قصيرة الأجل والانفتاح على الأموال الساخنة. لم تكن الحكومات الآسيوية تعاني من عجز في الميزانية واعتقدت أن صندوق النقد الدولي سيكون موثوقًا به في حالة وجود خطة إنقاذ. بدلاً من ذلك فشل صندوق النقد الدولي في تحويل القروض قصيرة الأجل إلى القروض طويلة الأجل وأجبر الحكومات بما في ذلك إندونيسيا على ضمان الديون الخاصة المستحقة للدائنين الأجانب. تم تقديم حوالي 110 مليارات دولار أمريكي كقروض قصيرة الأجل لإندونيسيا وكوريا الجنوبية وتايلاند لمساعدتها على استقرار اقتصاداتها. فرض صندوق النقد الدولي شرطاً مشروطاً بزيادة الضرائب وأسعار الفائدة إلى جانب خفض الإنفاق الحكومي مما أدى إلى انتعاش معظم البلدان بحلول عام 1999.
وصل صندوق النقد الدولي إلى إندونيسيا بحزمة إنقاذ بقيمة 43 مليار دولار أمريكي تطالب بإغلاق 16 مصرفًا خاصًا ونصح البنك المركزي الإندونيسي برفع أسعار الفائدة. أدرك صندوق النقد الدولي في وقت مبكر أن برنامجهم لم يكن على ما يرام وأن المدير الإداري قد استخدم زيارة مخططة مسبقًا لجذب انتباه الرئيس سوهارتو في رفع أسعار الفائدة لكنه فشل. وقد أدى ذلك إلى الفشل، حيث أدى إغلاق البنوك الستة عشر إلى انطلاق البنوك الأخرى. تم سحب مليارات الروبية من حسابات التوفير المقيدة لقدرات هذا البنك على إقراض البنك المركزي لتقديم ائتمانات كبيرة تجاه البنوك المتبقية لتجنب الأزمات المصرفية. تظهر الأدلة في يناير 1998 أن الروبية الإندونيسية فقدت نصف قيمتها خلال 5 أيام. تمت صياغة اتفاقية ثانية لصندوق النقد الدولي لتشمل أحكام شبكة الأمان الاجتماعي المصممة لمعالجة نظام رعاية سوهارتو. فشل هذا في التوصل إلى اتفاق ثالث تمت صياغته في أبريل 1998. لقد كان أكثر مرونة، حيث تطلب خصخصة الشركات المملوكة للدولة وقانون إفلاس جديد ومحكمة للتعامل مع قضايا الإفلاس. تم توقيع الاتفاقية الرابعة والأخيرة في يونيو 1998 بعد أن استلام السلطة يوسف حبيبي مما سمح لعجز الموازنة بالتوسع أكثر بينما تم ضخ أموال جديدة في الاقتصاد. تحسن الاقتصاد الإندونيسي أخيرًا في عام 1999 بسبب تحسن البيئة الدولية التي تسببت في ارتفاع عائدات التصدير.

## عصر ما بعد سوهارتو
في 21 يناير 2003 أعلنت الحكومة الإندونيسية أنها ستخسر التزامات صندوق النقد الدولي. لم ترغب الحكومة في تمديد حزمة القروض الحالية البالغة 4.8 مليار دولار أمريكي مع صندوق النقد الدولي. ثم رفعت الرئيسة ميجاواتي سوكارنوبوتري بالفعل أسعار الضروريات الأساسية مثل الوقود والكهرباء والهاتف لتلبية برنامج صندوق النقد الدولي المتمثل في خفض الدعم الحكومي وتقليص العجز في الميزانية. اندلعت الاحتجاجات رغم أنه لم يكن من المتوقع أن تكون الأزمة سيئة مثل الأزمة التي أطاحت بسوهارتو في عام 1998، فقد وصلت الحكومة الديمقراطية المشكلة حديثًا إلى مفترق طرق بين مواجهة المزيد من المحتجين أو التراجع عن قروض صندوق النقد الدولي. كانت الحكومة الديمقراطية الجديدة مهتمة جدًا بتحطيم السلام الهش الذي كان يسيطر على الأمة بعد أعمال الشغب التي اندلعت عام 1998. وتعززت أيضًا نهاية اتفاقية صندوق النقد الدولي مع إندونيسيا من خلال استياء طويل الأمد بين طرفين مع الحكومة الإندونيسية اعتقادا منه أن صندوق النقد الدولي يتدخل أيضًا الكثير في صنع السياسات. سوء تنفيذ سياسات التكيف الهيكلي يضر الطبقات الدنيا أكثر. جعل الإفراط في تحسين النمو الاقتصادي من قبل صندوق النقد الدولي وعدم مرونة سياساته من الصعب على الحكومة الإندونيسية الحفاظ على الدعم عند مستويات ترتبط بمستويات الدخل الفاشلة.

## قمة بالي 2018
في عام 2018 عقدت القمة الوطنية لصندوق النقد الدولي في بالي إندونيسيا. أيد صندوق النقد الدولي رد إندونيسيا على عمليات البيع بالعملة قائلة إن ارتفاع أسعار الفائدة وتدخل العملات الأجنبية كانا صحيحين في الحد من التقلبات. الأحداث السياسية الأخيرة من الاقتصادات الكبيرة مثل الصين والولايات المتحدة قد هددت موقف الروبية. خلال القمة تم الاتفاق على ضرورة إنشاء التزامات ذات مغزى بين البلدان لاستعادة علاقة تجارية متوازنة. هبطت الروبية الإندونيسية مؤخرًا إلى أدنى مستوى لها منذ عقدين مع قيام البنوك بزيادة أسعار الفائدة بشكل كبير واستنزاف الاحتياطيات الأجنبية بنسبة تصل إلى 10 ٪. اتفق الطرفان على أن التهديد الاقتصادي لم يكن في الهيمنة من قبل قوة أقوى. البنك المركزي له حدود على سلطته لكن موافقة صندوق النقد الدولي في تصرفاته أعطته مصداقية. قدم صندوق النقد الدولي تقييماً إيجابياً للاقتصاد الإندونيسي قبل بضعة أشهر واقترح تحسين قوانين العمل الصارمة الحالية وتقليل تأثير الشركات المملوكة للدولة لتحسين تدفق الاستثمار الأجنبي.